# Manon Bohard
Manon Bohard est une traileuse française née le 5 octobre 1991 à Pontarlier dans le département français du Doubs. Elle termine 3e aux championnats du monde de trail long 2023 et gagne la médaille d'or par équipe à cette même épreuve. En 2024, elle remporte le classement féminin de la Diagonale des Fous sur l'île de La Réunion.

## Biographie
Manon Bohard commence le trail vers 2016. Son père, Patrick, a pratiqué le ski de fond et s'est classé 6e en 2014 et 7e en 2016 de la Diagonale des Fous. Manon Bohard est diététicienne et habite à Besançon.
Son oncle, Jean-Pierre Bohard, était skieur de combiné nordique qui a concouru de 1987 à 1989, participant notamment aux Jeux Olympiques d'hiver de 1988 à Calgary.

### Carrière sportive
Elle a notamment été victorieuse à la TDS de l'Ultra-Trail du Mont-Blanc en 2021 et à l'Ultra Trail de l'île de Madère en 2023. Cette même année, elle est vice-championne de France de trail long lors de l'épreuve courue au Trail de la Cité de Pierres,.
Elle est spécialisée dans les distances entre 80 et 170 kmcorrespondant à l'ultra trail.
En octobre 2024, Manon Bohard remporte la Diagonale des Fous, un des quatre monuments de l'ultra-trail. Sur des distances plus courtes, Manon termine première féminine du trail du cirque du Fer à cheval en avril 2024 et première féminine du 62 km du Trail des Forts de Besançon.
En juillet 2025 elle termine 2e de la Hardrock 100.